# محوطه آلب ارسلان
محوطه آلب ارسلان که به محوطه باستانی طرب آباد و یا کُهَندِژ نیز مشهور است مربوط به دوره ساسانیان - دوره سلجوقیان است و در شهرستان نیشابور، ۲ کیلومتری شمال شرق خیام واقع شده و این اثر در تاریخ ۲۲ آذر ۱۳۱۳ با شمارهٔ ثبت ۲۱۶ به‌عنوان یکی از آثار ملی ایران به ثبت رسیده است.
این محوطه یکی از تپه های باستانی و محوطه های تاریخی بر جای مانده از  نیشابور کهن است که در حدود ٣٠٠ متری روستای طرب آباد و ۵٠٠ متری روستای لک لک آشیان واقع شده و دور تا دور تپه یاد شده را زمین های کشاورزی که آثار سفالینه فراوانی در آن ها دیده می‌شود، در بر گرفته و متأسفانه هیچ گونه حفاظت و نگهداری از این محوطه باستانی که تنها باقیمانده نیشابور کهن است  صورت نمی‌گیرد و در معرض تخریب میباشد.  